# График зависности
У математици график зависности (график функције или график) је скуп тачака у координатном систему {\displaystyle xy}, којим се приказује како једна величина ({\displaystyle y}) зависи од промене друге ({\displaystyle x}).

## Примери

### График директне пропорционалности
График функције директне пропорционалности {\displaystyle y=kx} је права која пролази кроз координатни почетак. 

### График обрнуте пропорционалности
График функције обрнуте пропорционалности {\displaystyle y={\frac {k}{x}}} је хипербола којој су асимптоте координатне осе.

### График квадратне функције
График квадратне функције {\displaystyle y=ax^{2}+bx+c} је парабола са вертикалном осом.